# Lough Corrib SAC
Lough Corrib SAC este o arie protejată (sit de importanță comunitară — SCI) din Irlanda întinsă pe o suprafață de 25.188,16 ha, integral pe uscat.

## Localizare
Centrul sitului Lough Corrib SAC este situat la coordonatele 53°26′06″N 9°10′13″W / 53.434936°N 9.170191°V.

## Înființare
Situl Lough Corrib SAC a fost declarat sit de importanță comunitară în mai 1998 pentru a proteja 2 specii de plante și 25 de specii de animale.

## Biodiversitate
Situată în ecoregiunea atlantică, aria protejată conține 15 habitate naturale: Mlaștini alcaline, Pajiști cu Molinia pe soluri calcaroase, turboase sau argilos-nămoloase (Molinion caeruleae), Păduri de stejar sesil bătrân cu Ilex și Blechnum în Insulele Britanice, Cursuri de apă de la nivel de câmpie la nivel montan, cu vegetație Ranunculion fluitantis și Callitricho-Batrachion, Lespezi calcaroase, Turbării active, Mlaștini calcaroase cu Cladium mariscus și specii de Caricion davallianae, Ape puternic oligomezotrofe cu vegetație bentonică cu Chara spp., Izvoare petrifiante cu formare de travertin (Cratoneurion), Ape oligotrofe din câmpii nisipoase, cu un conținut foarte redus de minerale (Littorelletalia uniflorae), Mlaștini oligotrofe degradate, capabile încă de regenerare naturală, Mlaștini împădurite, Depresiuni pe substraturi de turbă de Rhynchosporion, Pajiști uscate seminaturale și facies de acoperire cu tufișuri pe substraturi calcaroase (Festuco-Brometalia) (* situri importante pentru orhidee), Ape stătătoare oligotrofe până la mezotrofe, cu vegetație de Littorelletea uniflorae și/sau de Isoëto-Nanojuncetea.
La baza desemnării sitului se află mai multe specii protejate:
- plante (2): Hamatocaulis vernicosus, Najas flexilis
- păsări (18): rață lingurar (Anas clypeata), rață pitică (Anas crecca), rață fluierătoare (Anas penelope), rață mare (Anas platyrhynchos), rață pestriță (Anas strepera), Anser albifrons flavirostris, rață-cu-cap-castaniu (Aythya ferina), rața moțată (Aythya fuligula), Bucephala clangula, lebădă de vară (Cygnus olor), lișiță (Fulica atra), rață neagră (Melanitta nigra), Mergus serrator, culic mare (Numenius arquata), cormoran mare (Phalacrocorax carbo), chiră de baltă (Sterna hirundo), Sterna paradisaea, nagâț (Vanellus vanellus)
- mamifere (2): vidră de râu (Lutra lutra), liliacul mic cu potcoavă (Rhinolophus hipposideros)
- nevertebrate (2): Austropotamobius pallipes, Margaritifera margaritifera
- pești (3): cicar (Lampetra planeri), Petromyzon marinus, somonul (Salmo salar)

Pe lângă speciile protejate, pe teritoriul sitului au mai fost identificate 5 specii de plante, 1 specie de nevertebrate.